# CVSO 30
CVSO 30 ist ein T-Tauri-Stern in 1200 Lichtjahren Entfernung von der Sonne, nordwestlich des Orion-Gürtels.

## Exoplaneten
2012 wurde die Entdeckung eines Exoplaneten, CVSO 30b, vermeldet. Das Objekt schien ein Hot Jupiter zu sein, der den jungen Stern auf einer engen Bahn in lediglich etwa 11 Stunden umläuft. 2016 wurde im selben System die Entdeckung eines weiteren Planeten gemeldet. Das Team um Tobias Schmidt von der Universität Hamburg sah durch  direkte Beobachtung u. a. mit dem Very Large Telescope (VLT) einen weiteren Exoplaneten in einer Entfernung von 660 AE zum Zentralstern. Damit hätte das System einen extrem nahen sowie einen extrem fernen Exoplaneten gehabt. Während der eine für einen Umlauf 27.000 Jahre benötigt hätte, wären es beim inneren dagegen nur 11 Stunden gewesen.
Mittlerweile wird die Existenz beider Exoplaneten angezweifelt. Eine Studie im Jahre 2018 kam zum Schluss, dass es sich beim Exoplaneten CSVO 30c um einen Hintergrundstern handeln könnte, zwei weitere Studien im Jahr 2020 stellen die Existenz des nahen CVSO 30b in Frage.